# Systropus zulensis
Systropus zulensis är en tvåvingeart som beskrevs av Hesse 1938. Systropus zulensis ingår i släktet Systropus och familjen svävflugor. Inga underarter finns listade i Catalogue of Life.